# Indigo carmine
Indigo carmine, hoặc muối natri axit 5,5′-indigodisulfonic, là một loại muối hữu cơ có nguồn gốc từ chàm bằng cách sulfonation, làm cho hợp chất hòa tan trong nước. Nó được chấp thuận để sử dụng làm chất màu thực phẩm ở Mỹ và EU  Nó có số E là E132. Nó cũng là một chỉ số pH.

## Công dụng
Indigo carmine trong dung dịch nước 0,2% có màu xanh ở pH 11,4 và màu vàng ở mức 13,0. Indigo carmine cũng là một chỉ số oxy hóa khử, chuyển sang màu vàng khi giảm. Một cách sử dụng khác là làm chỉ thị ozone hòa tan  thông qua việc chuyển đổi thành axit isatin-5-sulfonic. Phản ứng này đã được chứng minh là không đặc hiệu với ozone, tuy nhiên: nó cũng phát hiện superoxit, một sự khác biệt quan trọng trong sinh lý tế bào. Nó cũng được sử dụng làm thuốc nhuộm trong sản xuất viên nang.
Trong phẫu thuật sản khoa, các giải pháp thoa thoa chàm đôi khi được sử dụng để phát hiện rò rỉ nước ối. Trong phẫu thuật tiết niệu, tiêm tĩnh mạch chàm thường được sử dụng để làm nổi bật các phần của đường tiết niệu. Thuốc nhuộm được lọc nhanh chóng bởi thận từ máu và tạo màu xanh cho nước tiểu. Điều này cho phép các cấu trúc của đường tiết niệu được nhìn thấy trong lĩnh vực phẫu thuật và chứng minh nếu có rò rỉ. Tuy nhiên, thuốc nhuộm có thể gây tăng huyết áp nguy hiểm trong một số trường hợp.